# East Dubuque
East Dubuque es una ciudad ubicada en el condado de Jo Daviess en el estado estadounidense de Illinois. En el Censo de 2010 tenía una población de 1704 habitantes y una densidad poblacional de 227,57 personas por km².

## Geografía
East Dubuque se encuentra ubicada en las coordenadas 42°29′23″N 90°37′52″O / 42.48972, -90.63111. Según la Oficina del Censo de los Estados Unidos, East Dubuque tiene una superficie total de 7.49 km², de la cual 7.28 km² corresponden a tierra firme y (2.8%) 0.21 km² es agua.

## Demografía
Según el censo de 2010, había 1704 personas residiendo en East Dubuque. La densidad de población era de 227,57 hab./km². De los 1704 habitantes, East Dubuque estaba compuesto por el 97.3% blancos, el 1.06% eran afroamericanos, el 0% eran amerindios, el 0.12% eran asiáticos, el 0.29% eran isleños del Pacífico, el 0.29% eran de otras razas y el 0.94% pertenecían a dos o más razas. Del total de la población el 0.41% eran hispanos o latinos de cualquier raza.